# Bełki
Bełki – część wsi Drewno w Polsce położona w województwie kujawsko-pomorskim, w powiecie żnińskim, w gminie Gąsawa.
Istniejący tu młyn, własność kapituły katedralnej gnieźnieńskiej, pod koniec XVI wieku leżał w powiecie gnieźnieńskim województwa kaliskiego. W latach 1975–1998 Bełki administracyjnie należały do województwa bydgoskiego.